# Episoriculus leucops
Episoriculus leucops es una especie de musaraña de la familia soricidae.

## Distribución geográfica
Se encuentra en China, India, Birmania, Nepal y  Vietnam.